# Xiuladora degollada
La xiuladora degollada (Pachycephala nudigula) és un ocell de la família dels paquicefàlids (Pachycephalidae).
Habita els boscos de les terres baixes de les illes de Sumbawa i Flores (Indonèsia) a les illes Petites de la Sonda occidentals.